# Мёд
„Мёд“ (на български: Мед) е авторска песен на руския певец Николай Носков.
Николай Носков посвещава песента „Мёд“ на спомените от посещението си в Ямайка. Извършва го във времето между концертите в Руската федерация.
Песента е заснета в клип в Германия и е включена в албума „Без названия“. Режисьор е Роберт Брелохс, а оператор е Джо Драйер. Гост музиканти са Оли Руби – барабани и Bernd Windisch – китара. . Атмосферата на клипа пресъздава пътешествие с влак по железен път..